# Пяндж
Пяндж (тадж. Панҷ) — река в Азии, образуется при слиянии рек Памир и Вахандарья.

## Этимология
Название реки Пяндж (иранское «пять») обычно объясняли как указание на пять притоков, образующих реку. Но поскольку притоков значительно больше, разные толкователи в эту пятерку включают различные реки. По мнению Е. М. Поспелова, искусственность такого объяснения очевидна и более убедительна гипотеза, согласно которой в древнем названии реки (а оно известно с V века) нашёл отражение символ исмаилизма — пятерня; согласно преданию, нечто подобное было изображено на скале у истока этой реки.

## Общие сведения
Сливаясь с Вахшем, образует Амударью. Высота истока около 2817 м над уровнем моря. Протекает между Афганистаном (левый берег) и Таджикистаном, за исключением небольшого участка района Хамадони Хатлонской области, где в результате изменения русла часть земель Таджикистана оказалась на левом берегу реки. Длина 921 км, площадь бассейна 114 тыс. км², средний расход воды 1000 м³/с. Используется для орошения.
По части долины Пянджа идёт автодорога Душанбе — Хорог.
При впадении в Пяндж Йорхдары расположен кишлак Йорх.
В северо-восточном Афганистане у слияния рек Пяндж и Кокча археологи обнаружили близ селения Шортугай древнее хараппское поселение Шортугай А (2200—2000 года до н. э.) площадью 2,5 га.
Название реки (с иранского — «пять»), согласно одной из версий, указывает на символ исмаилизма — пятерню.

## Притоки
- Бартанг
- Ванч
- Обихумбоу
- Обиминьоу
- Йорхдара
- Тангшев